# Pallert
Pallert is een buurtje in de gemeente Westerwolde in de provincie Groningen. Het ligt ten zuiden van Bourtange, direct tegen de grens met Duitsland.
Het gehucht ontstond in 1851: het jaar van de opheffing van de vesting Bourtange en de bijbehorende marke. Vanuit Pallert werd het omringende gebied in cultuur gebracht. 
Grootschalige ontginning van het omringende Boertangermoeras vond plaats toen de Ontginningsmaatschappij Vereenigde Groninger Gemeenten tussen 1934 en 1935 92 hectare rond de Pallert in cultuur liet brengen door middel van werkverschaffing. 
Het gehucht heeft het zwaar te verduren gehad tijdens de Tweede Wereldoorlog. Vrijwel alle huizen werden vernield. Na de oorlog heeft de provincie 300 hectare grond aangekocht welke eigendom was van Duitsers. In 1952 is het gebied vervolgens herkaveld en heeft het zijn huidige vorm gekregen.
De naam Pallert betekent poel, moerassige laagte.